# La Chapelle-Saint-Jean
La Chapelle-Saint-Jean ist eine französische Gemeinde mit 84 Einwohnern (Stand 1. Januar 2022) im Département Dordogne in der Region Nouvelle-Aquitaine (vor 2016 Aquitaine). Sie gehört zum Arrondissement Sarlat-la-Canéda (bis 2017 Périgueux) und zum Kanton Le Haut-Périgord noir. Die Bewohner nennen sich Chapelais und Chapelaises.

## Geografie
La Chapelle-Saint-Jean liegt etwa 37 Kilometer östlich von Périgueux. 
Nachbargemeinden sind Nailhac im Westen und Norden, Châtres im Osten sowie Saint-Rabier im Süden und Westen. 

## Bevölkerungsentwicklung
| Jahr                       | 1962 | 1968 | 1975 | 1982 | 1990 | 1999 | 2006 | 2019 |
| -------------------------- | ---- | ---- | ---- | ---- | ---- | ---- | ---- | ---- |
| Einwohner                  | 98   | 67   | 62   | 74   | 69   | 62   | 75   | 91   |
| Quellen: Cassini und INSEE |      |      |      |      |      |      |      |      |

## Sehenswürdigkeiten

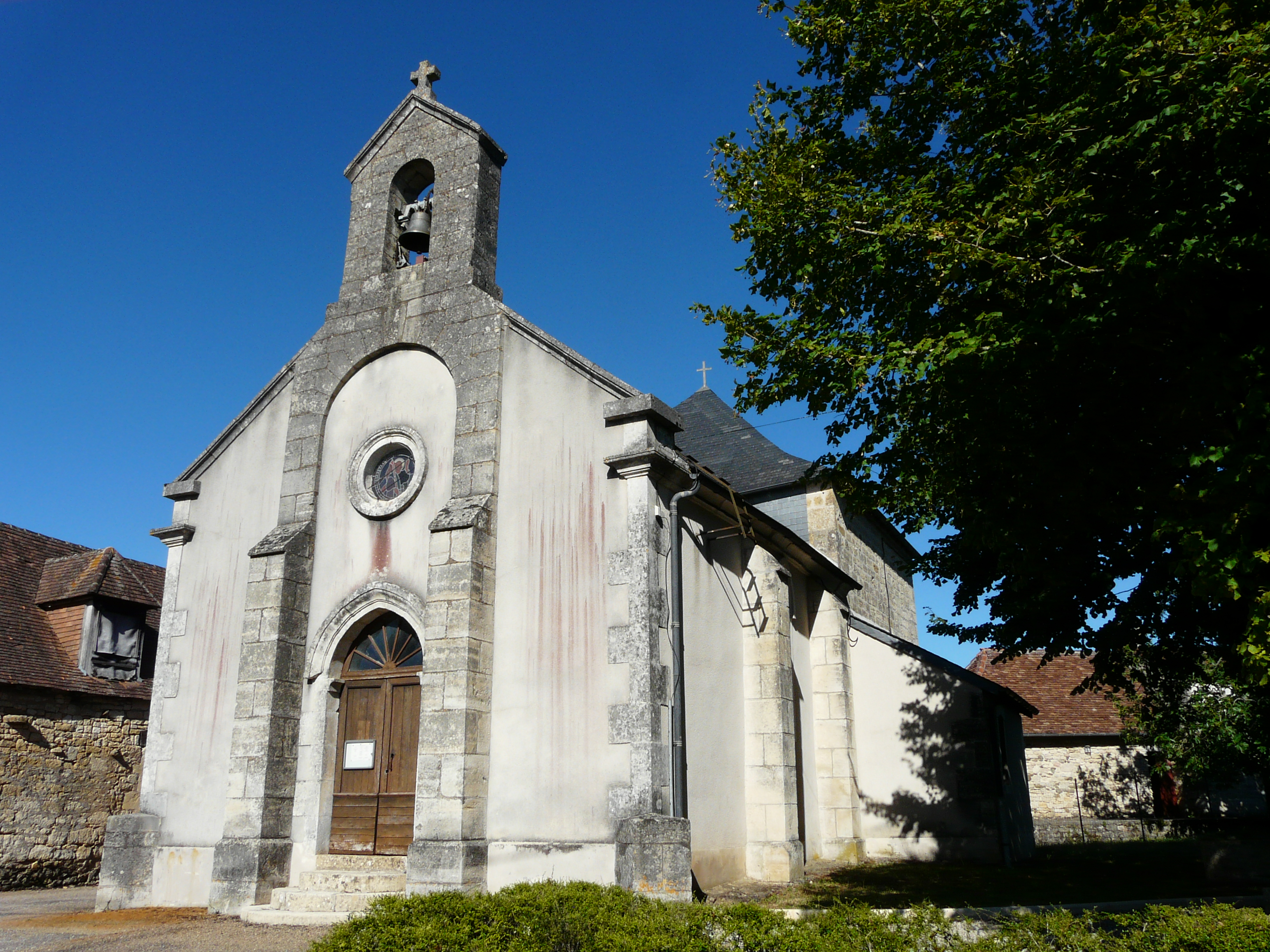
Kirche Saint-Jean-Baptiste

- Kirche Saint-Jean-Baptiste